# Reimer Kay Holander
Reimer Kay Holander (* 12. Juli 1925 in Berlin; † 24. September 2013 in Bredstedt)  war ein deutscher Heimatforscher und Publizist.

## Leben
Holander wurde 1925 als Hans Reimer Hentschel in Berlin geboren. Er studierte Geografie, Architektur, Kunst- und Kulturgeschichte und Landesplanung und war u. a. Redakteur der Zeitschrift Der  Monat, bevor er nach Nordfriesland zog, der Heimat seiner Vorfahren. 1964 wurde Holander dort Mitinitiator der Gründung des Nordfriisk Instituut, für das er dann bis 1986 als Lektor und Geschäftsführer tätig war. 1965 gründete er die Vierteljahresschrift Nordfriesland, die er, seit 1977 gemeinsam mit Thomas Steensen, bis 1986 redigierte. Er verfasste mehrere Veröffentlichungen. Besondere Beachtung fand sein Buch über Theodor Storms Novelle Der Schimmelreiter.
Holander gilt als „eine zentrale Persönlichkeit bei den Kämpfen, die das junge Institut gegen manche Widerstände immer wieder um seine Existenz führen musste.“ Im Jahre 2005 erhielt er für seine Verdienste den Hans-Momsen-Preis des Kreises Nordfriesland.

## Veröffentlichungen (Auswahl)
- Theodor Storm. Der Schimmelreiter. Kommentar und Dokumentation. Ullstein, Frankfurt am Main 1976 (Dichtung und Wirklichkeit, Band 34), ISBN 3-548-03934-0.
- als Herausgeber mit Thomas Steensen: Friesen und Sorben. Beiträge zu einer Tagung über zwei Minderheiten in Deutschland in Sankelmark 1991. Nordfriisk Institut, Bredstedt 1991, ISBN 3-88007-186-1.
- Kurt Hamer und sein „Modell Nordfriesland.“ Zu zwei Dokumentationen. Mit einer Einleitung von Manfred Jessen-Klingenberg. In: Demokratische Geschichte Band 18, 2007, S. 267–268 (PDF; 764 KB).
- als Herausgeber: Hans Momsen – Die Quellenschriften. Leben und Wirken des Landmannes, Mechanikers und Mathematikers aus Fahretoft. Nordfriisk Instituut, Bredstedt 2008, ISBN 978-3-88007-347-0.